# 8781 Yurka
8781 Yurka è un asteroide della fascia principale. Scoperto nel 1976, presenta un'orbita caratterizzata da un semiasse maggiore pari a 2,3646898 UA e da un'eccentricità di 0,1692116, inclinata di 2,22932° rispetto all'eclittica.